# Ludwig Ferdinand Wilhelmy
Ludwig Ferdinand Wilhelmy (ur. 25 grudnia 1812 w Stargardzie, zm. 18 lutego 1864 w Berlinie) – niemiecki fizyk i chemik, jeden z twórców kinetyki chemicznej.

## Życiorys
Urodził się w aptekarskiej rodzinie Johanny Dotothei (z domu Gotzsch) i Carla Friedricha. Ukończył studia filologiczne w Collegium Groeningianum w Stargardzie. W latach 1839–1843 pracował w przejętej od ojca aptece Pod Złotym Lwem w Stargardzie. Następnie sprzedał ją i przeniósł się do Heidelbergu, gdzie w 1846 zdobył doktorat. Od 1849 do 1854 pracował na Uniwersytecie w Berlinie jako privatdozent.
W swojej pracy naukowej skupił się na badaniu spójności i szybkości reakcji chemicznych. W 1850 ukończył pracę nad polarymetryczną inwersją sacharozy do mieszaniny fruktozy i glukozy, katalizowaną przez kwasy. Stworzył także równanie różniczkowe do opisania reakcji, zintegrowane i wykorzystane do interpretowania jego doświadczeń. Jego prace przyczyniły się do wprowadzenia do chemii pojęcia szybkści reakcji chemicznej wyrażonej w postaci równania matematycznego.
Wynalazł metodę pomiaru napięcia powierzchniowego.